# Едомитски језик
Едомитски језик је древни ханански језик из породице семитских језика, којим су говорили древни становници Блиског истока, на подручју данашњег југо-западног Јордана, познати као Едомити у првој половини 1. миленијума п. н. е.
Постоји врло мало споменика едомитског језика. У почетку је коришћено прото-хананејско писмо, да би у 6. веку п. н. е. Едомити прешли на арамејско писмо.
Едомитски језик је у много чњму сличан моавском језику.